# 잭 앨버트슨
잭 앨버트슨(Jack Albertson, 본명: 해럴드 앨버트슨, 본명 영어: Harold Albertson, 1907년 6월 16일 ~ 1981년 11월 25일)은 미국의 배우이다.

## 영화
- 죽음과 매장 (1981년)
- 토드와 코퍼 (1981년)
- 이혼 연습 (1980년)
- 포세이돈 어드벤쳐 (1972년) - 매니 로즌 역
- 초콜릿 천국 (1971년)
- 스퀴즈 어 플라워 (1970년)
- 서브젝트 워스 로지스 (1968년)
- 아이언 사이드 (1967년)
- 마지막 선택 (1967년)
- 팻시 (1964년)
- 키싱 코즌 (1964년)
- 카니발 (1964년)
- 건망증 선생님 2 (1963년)
- 후즈 갓 더 액션? (1962년) - 오피서 호지스 역
- 적응 기간 (1962년)
- 술과 장미의 나날 (1962년)
- 미스터 에드 (1961년)
- 연인이여 돌아오라 (1961년)
- 보난자 (1959년)
- 네버 스틸 애니씽 스몰 (1959년)
- 도나 리드 쇼 (1958년)
- 선생님의 애완 동물 (1958년)
- 서부의 파라딘 (1957년)
- 물 가까이 가지 마라 (1957년)
- 천의 얼굴을 가진 사나이 (1957년)
- 하더 데이 폴 (1956년)
- 애심(영어판) (1956년)
- 딜론 보안관 (1955년)
- 브링 유어 스마일 어롱 (1955년)
- 34번가의 기적 (1947년)